# Quaregna Cerreto
Quaregna Cerreto est une commune italienne de la province de Biella, dans la région Piémont.

## Administration
| Période                                  | Période | Identité | Étiquette | Qualité |
| ---------------------------------------- | ------- | -------- | --------- | ------- |
|                                          |         |          |           |         |
| Les données manquantes sont à compléter. |         |          |           |         |

### Hameaux
Cerreto Castello, Quaregna

### Communes limitrophes
Cossato, Piatto, Valdengo, Vallanzengo, Valle San Nicolao, Vigliano Biellese